# Mikoboka
Mikoboka est une commune rurale malgache située dans la partie centre-ouest de la région d'Atsimo-Andrefana.